# Tritonbaai
De Tritonbaai (Bahasa: Teluk Triton)  is een inham aan de zuidkust van de Indonesische provincie West-Papoea. Deze baai is genoemd naar een van de twee schepen van de Nederlandse expeditie naar Nieuw-Guinea in 1828, de  Zr. Ms. korvet Triton. Aan de noordkant van de baai liggen de resten van het houten Fort Du Bus in het dorp kampung Lobo (regentschap Kaimana).
Deze locatie ontwikkelt zich als een zeer gunstig gelegen plaats voor duiktoerisme en het observeren van walvissen.